# Леголас
Ле́голас (синд. Legolas) — в легендариуме Дж. Р. Р. Толкина лесной эльф, один из главных персонажей трилогии «Властелин колец».

## Литературная биография
Леголас был эльфийским принцем, сыном Трандуила, короля эльфов Северного Лихолесья. Его точный возраст неизвестен, однако в годы Войны Кольца ему было более пятисот лет. 
500 раз багряные листья опадали в Темнолесье у нас дома с тех пор, — сказал Леголас, — но для эльфов это не срок.

### Участие в Войне Кольца
В 3018 году Третьей Эпохи он прибыл в Ривенделл, где принял участие в совете. Позднее присоединился к Братству Кольца, где он был единственным представителем расы эльфов. За время путешествия он особенно сдружился с гномом Гимли. Острый глаз Леголаса и его мастерство в обращении с луком и стрелами оказали неоценимую помощь Братству. Также он неплохо управляет гребной лодкой и показывает отменные навыки верховой езды и управления лошадьми: когда роханский конь Арод в страхе не хотел ступать на Тропу Мертвецов, Леголас говорит коню некие слова, успокоившие его.
После смерти Боромира и распада Братства, Леголас и Гимли последовали за Арагорном и сопровождали его до окончания Войны Кольца. Вместе с ним они пустились в погоню за орками Сарумана, похитившими Мерри и Пиппинa. Путешествуя по Фангорну, они встретили Гэндальфа в белых одеждах, который убедил их сопровождать его в Эдорас. Там они присоединились к армии Рохана на время войны с Саруманом. Арагорн, Леголас и Гимли сражались вместе с рохиррим в битве у Хельмовой Пади. После сражения они сопровождали короля Теодена в Изенгард, и там Леголас находился среди тех, кто вёл переговоры с Саруманом.
Вскоре после этого Леголас и Гимли, следуя за Арагорном, прошли Стезёй Мертвецов к Камню Эреха, чтобы привести войско призраков-клятвопреступников к Пеларгиру и приплыть в королевство Гондор от морских берегов, тем самым исполнив древнее пророчество. Леголас и Гимли были рядом, когда разразилась Битва на Пеленнорских Полях.
В Гондоре Леголас впервые увидел море и услышал крики чаек, и с тех пор желание уплыть на Запад, в Валинор, не отпускало его, как и предсказывала ему леди Галадриэль. Он привёл на юг эльфов Зеленолесья и жил вместе с ними в Итилиэне. После смерти Арагорна в 120 году Ч. Э., он построил корабль и, спустившись по Андуину, уплыл за море (возможно, вместе с Гимли).

## Происхождение
Леголас, хотя его имя принадлежит лесным эльфам, происходит не из лесных эльфов (Нандор), а из Сумеречных (Синдар), как и его отец. Сын Трандуила родился, когда тот уже царствовал в Лихолесье, и, таким образом, получил имя лесных эльфов.
Леголас — поздний по происхождению герой (он появляется в первой части «Властелина Колец»), Толкин уделил ему мало внимания в этом романе. Известно лишь имя его отца Трандуила, но нигде не упоминается ни его мать, ни его братья и сёстры. В книге «Хоббит» Леголас не фигурирует, в то время как в одноимённой кинотрилогии Питера Джексона сюжетная линия Леголаса занимает существенную часть.

## Имя
Леголас (Legolas) — имя на диалекте синдарина, принятом у лесных эльфов. На чистом синдарине его имя будет звучать Лаэголас (Laegolas). Согласно правилам фонетики эльфийских языков, ударение падает на третий от конца слог.
Имя «Леголас» состоит из двух частей: «лег» — «зелёный» (диалектная форма, правильно «лаэг») и «голас/олас» — «листва». Форма «олас» употребляется, чтобы избежать повторения «г». Следовательно, имя значит «зелёные листья» или «зелёная листва».
В форме «голас/олас» часть «лас» (синдарин) является деривативом «лассэ» на квэнья, а «лаэг» — деривативом «лайква». Таким образом, на квэнья его имя будет «Лайквалассэ». Как говорил сам Толкин, это очень подходящее имя для лесного эльфа.

## Внешность
В главе «Совет у Элронда» сказано, что Леголас носил наряд лесных эльфов (зелёный и коричневый цвета). Это соответствует описаниям лихолесских эльфов в «Хоббите». По сути, это единственные слова, описывающие его внешность, исключая ещё «сияющие глаза». Ведутся споры по поводу цвета его волос, но, вероятнее всего, он золотоволосый, поскольку его отец описывается как «золотоволосый король эльфов». Как и всякий эльф, он легконог и строен, упоминаются его изящные удлинённые кисти рук и мелодичный голос, светлые волосы, голубые глаза, изящная фигура и мощное тело.

## Возраст
У Толкина нигде не упоминается дата его рождения. Но Леголас на момент действия «Властелина Колец» не может быть старше трёх тысяч лет, поскольку он не участвовал в Войне Последнего Союза. Кроме того, в лесу Фангорн он говорит: «С тех пор пятьсот раз облетели красные листья в лесу, но для эльфов это не счёт». То есть можно сделать вывод, что ему больше пятисот лет. Если же опираться на «Законы и обычаи Эльдар», где сказано, что для рождения ребёнка оба родителя должны по-настоящему его захотеть, захотеть принести новую жизнь на землю, то в Лихолесье эльфы должны были почти перестать рождаться где-то с 1200 года Третьей Эпохи (именно тогда Эрин Гален накрыла Тень Саурона, и он стал называться Таур э-Ндаэделос). Таким образом, он должен быть примерно ровесником Арвен, которой 2901 год.

## В адаптациях

Орландо Блум в роли Леголаса в кинотрилогии Джексона

В мультфильме «Властелин колец» Ральфа Бакши 1973 года Леголаса озвучил британский актёр Энтони Дэниелс. В мультфильме Леголас заменяет Глорфинделя во время финального отрезка пути Фродо к Ривенделлу: он встречает Арагорна и хоббитов и сажает Фродо на свою лошадь, после чего последнего преследуют назгулы.
В радиоадаптации Би-би-си 1981 года Леголаса озвучил английский актёр Дэвид Коллингз. В финском мини-сериале «Хобитит» 1993 года роль Леголаса исполнил Вилле Виртанен.
В кинотрилогии Питера Джексона (2001—2003) роль Леголаса исполнил английский актёр Орландо Блум. Позднее Блум снова сыграл Леголаса в фильмах Джексона «Хоббит: Пустошь Смауга» (2013) и «Хоббит: Битва пяти воинств» (2014), хотя его персонаж не появлялся в книге Толкина «Хоббит, или Туда и обратно».
В мюзикле Вест-Энда «Властелин колец» Леголаса сыграл Майкл Роуз.
Персонаж Леголаса присутствует в расширении для игры Lego Dimensions.

## Интересные факты
- В черновиках «Властелина колец» Леголас носил имя Галдора.
- В ранних версиях Легендариума («Книга утраченных сказаний») был персонаж по имени Леголас, который вёл жителей Гондолина из павшего города, а после уплыл на Тол-Эрессеа.